# جكوفان براون
جكوفان براون (بالإنجليزية: J'Covan Brown)‏ مواليد 14 فبراير 1990 في بورت أرثر، هو لاعب كرة سلة أمريكي. بدأ مسيرته الاحترافية في سنة 2012. يلعب مع نادي كارشياكا لكرة السلة كلاعب هجوم خلفي. يحمل الرقم 14. يبلغ طوله 6 قدم 2 بوصة (1.9 م). لعب كرة السلة الجامعية في جامعة تكساس في أوستن.

## المسيرة الاحترافية
لعب مع كانيروس ديل إستي في سنة 2014، ثم لعب مع تورك تيليكوم في الدوري التركي في موسم 2015–2016، ثم لعب مع نادي إيه إي كي لكرة السلة في سنة 2016، ثم لعب مع نادي كارشياكا لكرة السلة في سنة 2016.

## روابط خارجية
- جكوفان براون على موقع الدوري الأوروبي لكرة السلة (الإنجليزية)
- جكوفان براون على موقع كرة السلة الأوروبية.كوم (الإنجليزية)
- جكوفان براون على موقع كلية كرة السلة في سبورتس رفرنس.كوم (الإنجليزية)
- جكوفان براون على موقع ريلجم (الإنجليزية)
- جكوفان براون على موقع بروبوليرز (الإنجليزية)
- جكوفان براون على موقع سبورتس رفرنس (الإنجليزية)